# 궁중석차
궁중석차(일본어: 宮中席次 큐우츄우세키지[*])는 메이지 시대에서 쇼와 시대 당시 공식적인 궁중 행사에 있어서 자리의 차례를 말한다.

## 역사
메이지 시대 이전에 공경(公卿)들의 의해 정리된 전통적인 궁중석차가 존재하였다. 이와 유사한 석차표가 메이지 시대부터 존재하였으며, 1926년(다이쇼 15년)에 〈황실의제령〉(皇室儀制令)으로 제도화한 것이 궁중석차이다. 제2차 세계 대전 이후 1945년(쇼와 20년) 12월에 귀족원과 중의원의 의장이 제6위로 올려지는 개정이 이루어졌다. 일본국 헌법이 시행된 1947년(쇼와 22년) 5월 3일에 〈황실의제령〉이 폐지되면서 궁내부의 내부 규정인 〈궁중석차잠정규정〉(宮中席次暫定規程)이 제정되었다.

## 석차표

### 황실의제령
1926년(다이쇼 15년) 제정.
| 계     | 위   | 직위                                               |
| ------ | ---- | -------------------------------------------------- |
| 제1계  | 제1  | 대훈위 (1. 국화장경식, 2. 국화대수장)              |
| 제1계  | 제2  | 내각총리대신                                       |
| 제1계  | 제3  | 추밀원의장                                         |
| 제1계  | 제4  | 원훈 대우로 대신의 예우를 받는 자                  |
| 제1계  | 제5  | 원수, 국무대신, 궁내대신, 내대신                   |
| 제1계  | 제6  | 조선총독                                           |
| 제1계  | 제7  | 내각총리대신 또는 추밀원의장의 전관 예우를 받는 자 |
| 제1계  | 제8  | 국무대신, 궁내대신, 내대신의 전관 예우를 받는 자   |
| 제1계  | 제9  | 추밀원부의장                                       |
| 제1계  | 제10 | 육군대장, 해군대장, 추밀고문관                     |
| 제1계  | 제11 | 친임관                                             |
| 제1계  | 제12 | 귀족원의장, 중의원의장                             |
| 제1계  | 제13 | 훈1등 욱일동화대수장                               |
| 제1계  | 제14 | 공1급 금치훈장                                     |
| 제1계  | 제15 | 친임관 대우를 받는 자(친보직)                      |
| 제1계  | 제16 | 공작                                               |
| 제1계  | 제17 | 종1위                                              |
| 제1계  | 제18 | 훈1등 (1. 욱일대수장, 2. 보관장, 3. 서보장)        |
| 제2계  | 제19 | 고등관 1등                                         |
| 제2계  | 제20 | 귀족원부의장, 중의원부의장                         |
| 제2계  | 제21 | 사향간지후                                         |
| 제2계  | 제22 | 후작                                               |
| 제2계  | 제23 | 정2위                                              |
| 제3계  | 제24 | 고등관 2등(칙임관)                                 |
| 제3계  | 제25 | 공2급 금치훈장                                     |
| 제3계  | 제26 | 금계간지후                                         |
| 제3계  | 제27 | 칙임 대우                                          |
| 제3계  | 제28 | 백작                                               |
| 제3계  | 제29 | 종2위                                              |
| 제3계  | 제30 | 훈2등 (1. 욱일중광장, 2. 보관장, 3. 서보장)        |
| 제3계  | 제31 | 자작                                               |
| 제3계  | 제32 | 정3위                                              |
| 제3계  | 제33 | 종3위                                              |
| 제3계  | 제34 | 공3급 금치훈장                                     |
| 제3계  | 제35 | 훈3등 (1. 욱일중수장, 2. 보관장, 3. 서보장)        |
| 제3계  | 제36 | 남작                                               |
| 제3계  | 제37 | 정4위                                              |
| 제3계  | 제38 | 종4위                                              |
| 제4계  | 제39 | 귀족원의원, 중의원의원                             |
| 제4계  | 제40 | 고등관 3등                                         |
| 제4계  | 제41 | 고등관 3등의 대우를 받는 자                        |
| 제4계  | 제42 | 공4급 금치훈장                                     |
| 제4계  | 제43 | 훈4등 (1. 욱일소수장, 2. 보관장, 3. 서보장)        |
| 제4계  | 제44 | 정5위                                              |
| 제4계  | 제45 | 종5위                                              |
| 제5계  | 제46 | 고등관 4등                                         |
| 제5계  | 제47 | 고등관 4등의 대우를 받는 자                        |
| 제5계  | 제48 | 공5급 금치훈장                                     |
| 제5계  | 제49 | 훈5등 (1. 쌍광욱일장, 2. 보관장, 3. 서보장)        |
| 제5계  | 제50 | 정6위                                              |
| 제6계  | 제51 | 고등관 5등                                         |
| 제6계  | 제52 | 고등관 5등의 대우를 받는 자                        |
| 제6계  | 제53 | 종6위                                              |
| 제6계  | 제54 | 훈6등 (1. 단광욱일장, 2. 보관장, 3. 서보장)        |
| 제7계  | 제55 | 고등관 6등                                         |
| 제7계  | 제56 | 고등관 6등의 대우를 받는 자                        |
| 제7계  | 제57 | 정7위                                              |
| 제8계  | 제58 | 고등관 7등                                         |
| 제8계  | 제59 | 고등관 7등의 대우를 받는 자                        |
| 제8계  | 제60 | 종7위                                              |
| 제8계  | 제61 | 공6급 금치훈장                                     |
| 제9계  | 제62 | 고등관 8등                                         |
| 제9계  | 제63 | 고등관 8등의 대우를 받는 자                        |
| 제10계 | 제64 | 고등관 9등                                         |
| 제10계 | 제65 | 주임 대우                                          |
| 제10계 | 제66 | 정8위                                              |
| 제10계 | 제67 | 공7급 금치훈장                                     |
| 제10계 | 제68 | 훈7등 (1. 청색동엽장, 2. 보관장, 3. 서보장)        |
| 제10계 | 제69 | 종8위                                              |
| 제10계 | 제70 | 훈8등 (1. 백색동엽장, 2. 보관장, 3. 서보장)        |

### 궁중석차잠정규정
1947년(쇼와 22년) 제정.
| 위 | 직위                                                                           |
| -- | ------------------------------------------------------------------------------ |
| 1  | 대훈위 (1. 국화장경식, 2. 국화대수장)                                          |
| 2  | 내각총리대신                                                                   |
| 3  | 중의원의장, 참의원의장                                                         |
| 4  | 최고재판소장관                                                                 |
| 5  | 국무대신                                                                       |
| 6  | 중의원부의장, 참의원부의장, 최고재판소판사, 회계검사원장, 궁내부장관           |
| 7  | 특명전권대사, 검사총장                                                         |
| 8  | 시종장, 전재복흥원총재                                                         |
| 9  | 인증관, 국가공안위원                                                           |
| 10 | 훈1등 욱일동화대수장                                                           |
| 11 | 종1위                                                                          |
| 12 | 훈1등 (1. 욱일대수장, 2. 보관장, 3. 서보장)                                    |
| 13 | 중의원의원, 참의원의원                                                         |
| 14 | 도도부현지사                                                                   |
| 15 | 1급관, 1급 상당의 재판관, 국회 직원, 지방공공단체의 장리원 및 의회 의원과 직원 |
| 16 | 정2위                                                                          |
| 17 | 1급관 대우                                                                     |
| 18 | 종2위                                                                          |
| 19 | 훈2등 (1. 욱일중광장, 2. 보관장, 3. 서보장)                                    |
| 20 | 정3위                                                                          |
| 21 | 종3위                                                                          |
| 22 | 훈3등 (1. 욱일중수장, 2. 보관장, 3. 서보장)                                    |
| 23 | 정4위                                                                          |
| 24 | 종4위                                                                          |
| 25 | 훈4등 (1. 욱일소수장, 2. 보관장, 3. 서보장)                                    |
| 26 | 정5위                                                                          |
| 27 | 종5위                                                                          |
| 28 | 훈5등 (1. 쌍광욱일장, 2. 보관장, 3. 서보장)                                    |
| 29 | 2급관, 2급 상당의 재판관, 국회 직원, 지방공공단체의 장리원 및 의회 의원과 직원 |
| 30 | 정6위                                                                          |
| 31 | 종6위                                                                          |
| 32 | 훈6등 (1. 단광욱일장, 2. 보관장, 3. 서보장)                                    |
| 33 | 2급관 대우                                                                     |
| 34 | 정7위                                                                          |
| 35 | 종7위                                                                          |
| 36 | 훈7등 (1. 청색동엽장, 2. 보관장, 3. 서보장)                                    |
| 37 | 정8위                                                                          |
| 38 | 종8위                                                                          |
| 39 | 훈8등 (1. 백색동엽장, 2. 보관장, 3. 서보장)                                    |
| 40 | 3급관, 3급 상당의 재판관, 국회 직원, 지방공공단체의 장리원 및 의회 의원과 직원 |
| 41 | 3급관 대우                                                                     |